# Kungliga Flygförvaltningen

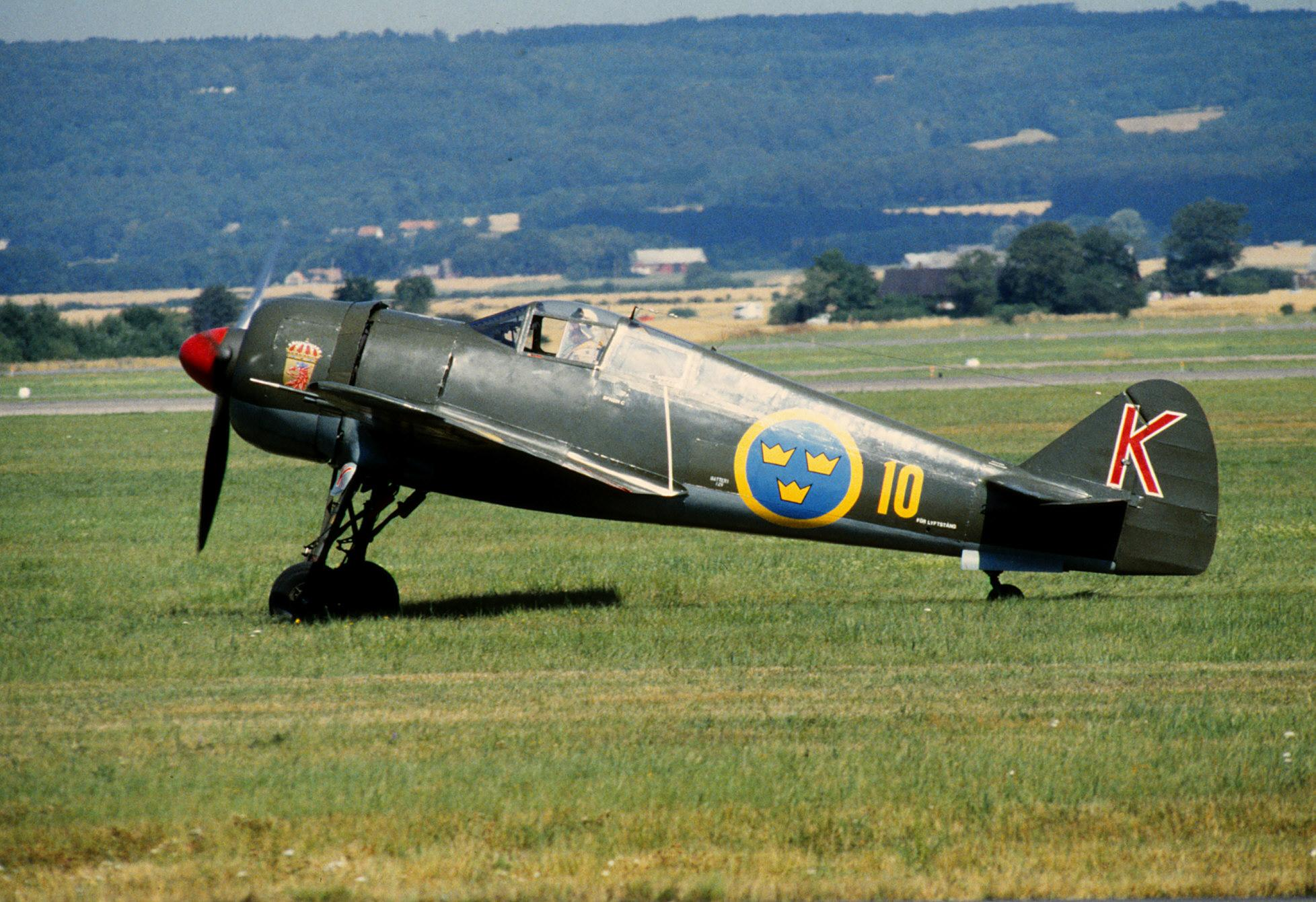
J 22, jaktflygplanet som myndigheten själv konstruerade och tillverkade under andra världskriget.

Kungliga Flygförvaltningen, förkortat KFF eller enbart FF, var en svensk myndighet verksam åren 1936–1968. Flygförvaltningen uppgick den 1 juli 1968 i den nybildade myndigheten Försvarets materielverk.

## Organisation
Flygförvaltningen indelades inledningsvis i:
- Materielavdelningen, omfattande militärtekniska byrån, industribyrån och kontrollbyrån
- Byggnadsavdelningen
- Intendenturavdelningen
- Civilbyrån

Intendenturbyrån vid Flygförvaltningen uppgick den 1 juli 1963 i den nybildade myndigheten Försvarets intendenturverk.
Souschefen (1954–1963) respektive chefen (1963–1968) var 1954–1968 ledamot av Försvarets förvaltningsdirektion.

## Chefer för Flygförvaltningen

### Souschefer vid Flygförvaltningen
- 1936–1942: Arthur Örnberg
- 1942–1944: John Stenbeck
- 1944–1950: Nils Söderberg
- 1950–1957: Bengt Jacobsson
- 1957–1960: Torsten Rapp
- 1960–1961: Lage Thunberg
- 1961–1963: Greger Falk

### Chefer för Flygförvaltningen
- 1963–1967: Greger Falk
- 1967–1968: Lars Brising (tf)[8]